# HMS Ark Royal (91)
El HMS Ark Royal fue un portaaviones de escuadra, único en su clase perteneciente a la Royal Navy británica que sirvió durante la Segunda Guerra Mundial. 

## Diseño y construcción
EL HMS Ark Royal  fue diseñado en 1934 para ajustarse a las restricciones del Tratado Naval de Washington, el Ark Royal fue construido por el astillero Cammell Laird and Company Ltd., en Birkenhead, Inglaterra, y se terminó en noviembre de 1938. 
Su diseño fue diferente de los anteriores portaaviones, pues fue el primer barco construido como tal en el que los hangares y la cubierta de vuelo eran una parte integral del casco, en lugar de un elemento añadido, convertido o una parte de la superestructura. Su cubierta era completamente hecha en hierro y no blindada,  poseía tres estrechos elevadores intercalados desde el centro hacia proa. El HMS Ark Royal debido a las limitaciones del Tratado Naval de Washington de 1930 no poseía capacidad para resistir bombardeos en picado. De haberse blindado su cubierta de vuelo, su centro de gravedad se habría alterado afectando en la estabilidad lateral de la nave.
Hacia proa se instalaron dos catapultas hidráulicas para lanzamientos de aviones de observación como el Supermarine Walrus. Hacia popa, poseía una extensión de apontonaje de 36 m que se extendía en voladizo por sobre la superestructura, confiriendo a su cubierta de vuelo 240 m de largo.
Poseía en los laterales, a nivel de línea de flotación una faja de blindaje de 11,4 cm (4,5 pulg) que protegía la maquinaria.
En el interior poseía dos niveles de hangares gemelos superpuestos y los espacios estaban muy bien aprovechados para el movimiento interno y hangaraje. Podía portar un gran número de aeronaves de ala plegable (hasta 72 aeronaves). Debido a esta disposición, el francobordo era inusualmente elevado por sobre la superficie del agua llegando a los 20 m de altura. 
Su proa era parcialmente cerrada y ciega hacia roda, ofrecía un perfil estilizado muy hidrodinámico que lo hacía una nave muy maniobrable,  marinera y ágil. Su casco estaba un 65% soldado y un 35% remachado, lo que ahorró peso por desplazamiento (22.000 t). 
La maquinaria con base en turbinas de vapor Parsons (103.012 hp) le permitía desarrollar 30 nudos de velocidad teórica (56 km/h) a plena carga (27.720 t) pero en las pruebas de mar logró 31,2 nudos.
El casco u obra viva fue diseñado con un sistema de protección lateral de tres capas basado en un esquema de vacío-líquido-vacío muy similar al utilizado en los acorazados clase King George V, y fue diseñado para proteger contra torpedos de hasta 750 libras (340 kg). No obstante estas defensas pasivas, el buque no poseía sobre compartimentación y era vulnerable a los ataques submarinos.

## Historial operativo

### Comisionamiento y Segunda Guerra Mundial

El HMS Ark Royal durante la batalla del cabo Spartivento.

Comisionado el 16 de diciembre de 1938, el almirantazgo tenía planes para su envío al lejano oriente, pero por los acontecimientos relacionados con la Guerra civil española y la invasión italiana de Abisinia se le destinó a aguas del Mediterráneo.
Ante el escenario pre bélico que antecedió el inicio de la Segunda Guerra Mundial, el Almirantazgo decidió poner a la unidad en entrenamiento intensivo y a bordo del Ark Royal se desarrollaron y refinaron una gran cantidad de tácticas de maniobras en portaaviones. 
El 14 de septiembre de 1939, el HMS Ark Royal acudió en auxilio del transporte SS Fanad Head el cual estaba siendo acosado por el U-39; al llegar a la zona, el HMS Ark Royal fue objeto de un ataque de torpedos, fallando dicho ataque por la explosión prematura de la espoleta magnética. Los destructores de su escolta  HMS Faulknor, HMS Foxhound y HMS Firedrake le dieron caza, siendo el primero de los submarinos hundidos durante el conflicto.
El Ark Royal operó en algunos de los teatros navales más activos de la Segunda Guerra Mundial. 
Una de sus primeras misiones de guerra fue en la caza del acorazado de bolsillo  Admiral Graf Spee en el Atlántico central.
Estuvo implicado en la primera caza y captura aérea de U-boots, en operaciones frente a Noruega.
Tuvo un papel relevante en la persecución del acorazado Bismarck, pues uno de sus aviones logró torpedearlo y dañar su timón, lo que facilitó el cerco por parte de la Fuerza H y posterior hundimiento.
Participó en la escolta de los convoyes de Malta. Asimismo, el Ark Royal sobrevivió a numerosos ataques aéreos gracias a su maniobrabilidad y velocidad y se ganó la reputación de «barco con suerte». Los alemanes informaron erróneamente de su hundimiento en numerosas ocasiones.

### Final

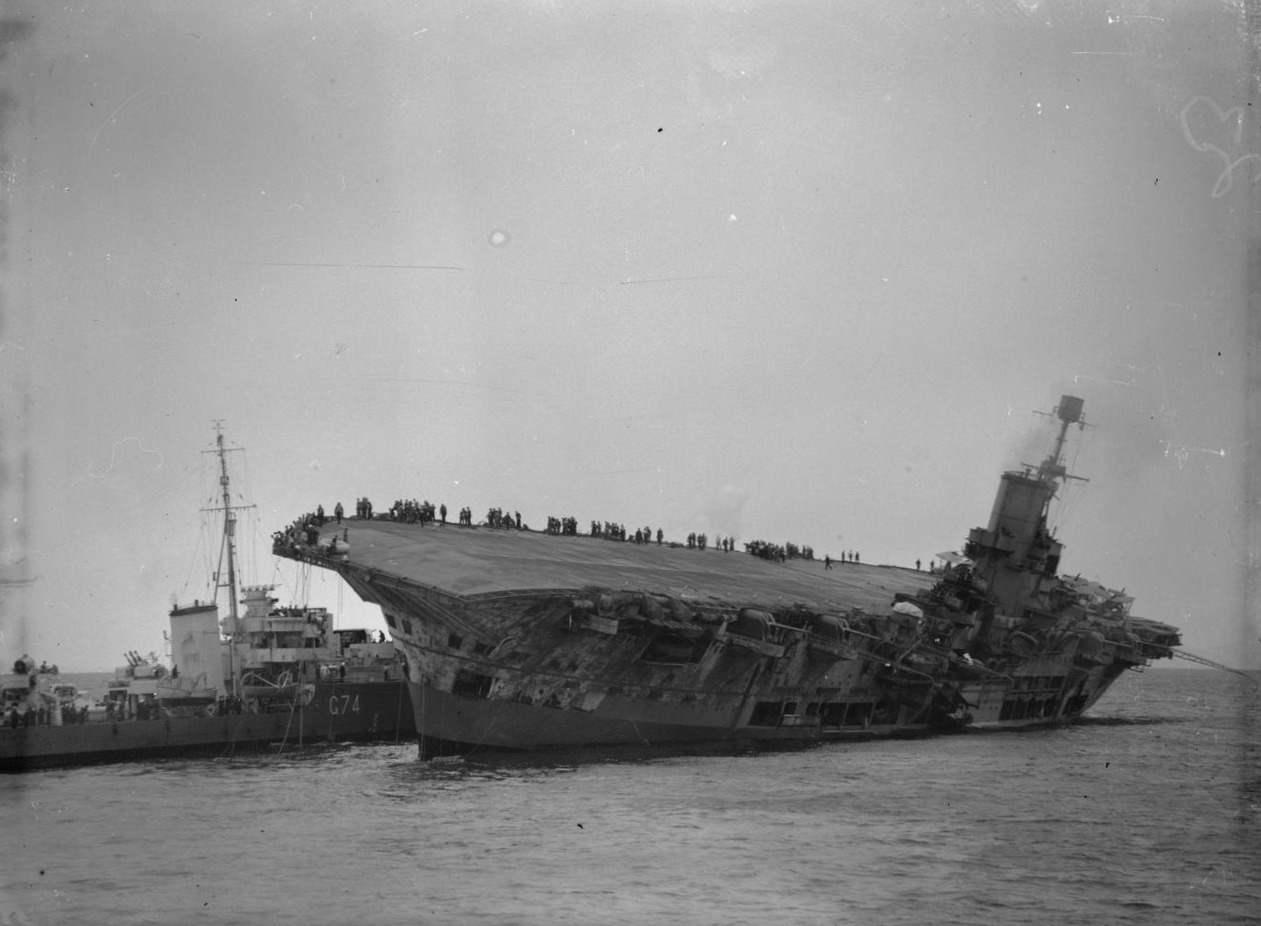
El HMS Ark Royal escorado, hundiéndose.

Fue torpedeado el 13 de noviembre de 1941 por el submarino alemán U 81, esta unidad le disparó un único torpedo y después huyó para evitar las cargas de profundidad de los escoltas. 
A pesar de los esfuerzos por salvar al Ark Royal, tuvo que ser abandonado 12 horas después del ataque, los aviones Fairey Albacore que portaba no pudieron despegar. Los tripulantes fueron transferidos al destructor HMS Legion (G74).
Dos horas después, el portaaviones volcaba a estribor y se hundía, con la única pérdida de una vida en la explosión del torpedo.
Su pérdida fue objeto de varias investigaciones; los investigadores estaban interesados en saber cómo se hundió el portaaviones a pesar de los esfuerzos por salvarlo y remolcarlo hasta la base naval de Gibraltar. 
Se encontraron varios defectos de diseño que contribuyeron a la pérdida y que fueron subsanados en los nuevos portaaviones británicos.

### El pecio
Su pecio fue descubierto 61 años después por un equipo de la BBC mediante un moderno sonar de arrastre en octubre de 2002 a unos 56 km de Gibraltar, a 1066 m de profundidad.
Los restos del portaviones presentan un extenso campo de escombros en el fondo, la proa está separada de la parte central (183 m) y es más reconocible que la sección media del portaviones, sus torres artilleras están visibles y en su lugar, los restos están ligeramente hundido en el fango.

## Escuadrillas a bordo del Ark Royal
Las siguientes escuadrillas fueron utilizadas desde el Ark Royal:
| Escuadrilla | Aviones                                      | Embarcada (desde - hasta)                                       | Notas |
| ----------- | -------------------------------------------- | --------------------------------------------------------------- | --- |
| 800         | Blackburn Skua Mk. II                        | enero de 1939 – abril de 1941                                   | transferidos al HMS Victorious                                                                                   |
| 810         | Fairey Swordfish Mk. I                       | enero de 1939 – marzo de 1941 mayo de 1941 – septiembre de 1941 | a bordo del HMS Illustrious entre marzo y mayo de 1941                                                           |
| 820         | Fairey Swordfish Mk. I                       | enero de 1939 - junio de 1941                                   | - |
| 821         | Fairey Swordfish Mk. I                       | enero de 1939 - abril de 1940                                   | retirada del servicio activo tras las pérdidas sufridas contra el Scharnhorst                                    |
| 803         | Blackburn Skua Mk. II Blackburn Roc Mk. I    | abril de 1939 – octubre de 1940                                 | - |
| 818         | Fairey Swordfish Mk. I                       | agosto de 1939 – octubre de 1939 junio de 1940 – julio de 1940  | operando desde el HMS Furious y usándolo como base entre junio de 1939 y julio de 1940                           |
| 801         | Blackburn Skua Mk. II                        | abril de 1940 – mayo de 1940                                    | transferida al HMS Furious                                                                                       |
| 807         | Fairey Fulmar Mk. II                         | abril de 1940 - noviembre de 1941                               | embarcados en el hundimiento                                                                                     |
| 701         | Supermarine Walrus Mk. I                     | junio de 1940                                                   | escuadrilla de entrenamiento                                                                                     |
| 808         | Fairey Fulmar Mk. II                         | septiembre de 1940 - noviembre de 1941                          | embarcados en el hundimiento                                                                                     |
| 821X        | Fairey Swordfish Mk. I                       | diciembre de 1940 – enero de 1941                               | unidad de vuelo acoplada a la 821 escuadrilla los supervivientes fueron absorbidos después en la 815 escuadrilla |
| 800Y        | Fairey Fulmar Mk. I                          | junio de 1941                                                   | unidad de vuelo de la 800 escuadrilla                                                                            |
| 825         | Fairey Swordfish Mk. I                       | junio de 1941 - noviembre de 1941                               | embarcados en el hundimiento                                                                                     |
| 816         | Fairey Swordfish Mk. I                       | julio de 1941 – noviembre de 1941                               | embarcados en el hundimiento                                                                                     |
| 812         | Fairey Swordfish Mk. I                       | septiembre de 1941 – noviembre de 1941                          | embarcados en el hundimiento                                                                                     |
| 828         | Fairey Swordfish Mk. I Fairey Albacore Mk. I | octubre de 1941                                                 | redesplegados en Malta                                                                                           |